# Nilda Sklerevicius
Nilda Rosa Sklerevicius (Valentín Alsina, 22 aprile 1939) è un'ex cestista argentina.

## Carriera
Con l'Argentina ha disputato i Campionati mondiali del 1964.